# Puchar Polski (województwo świętokrzyskie) w piłce nożnej mężczyzn (2021/2022)
W sezonie 2021/2022 Puchar Polski na szczeblu regionalnym w województwie świętokrzyskim składał się z 8 rund, które miały na celu wyłonienie zdobywcy Regionalnego Pucharu Polski w województwie świętokrzyskim i uczestnictwo na szczeblu centralnym Pucharu Polski w sezonie 2022/2023.

## Uczestnicy
W Pucharze Polski na szczeblu regionalnym wystąpić muszą wszystkie drużyny od III ligi do Klasy Okręgowej, gr. świętokrzyskiej. Kluby występujące w Klasie A, Klasie B i zespoły nieligowe mogą dołączyć dobrowolnie do rozgrywek.
| III liga                                                                             | IV liga | Klasa Okręgowa | Klasa A | Klasa B | drużyny nieligowe |
| ------------------------------------------------------------------------------------ | --- | --- | --- | --- | --- |
| - ŁKS Łagów - KSZO 1929 Ostrowiec Świętokrzyski - Wisła Sandomierz - Czarni Połaniec | - Korona II Kielce - Star Starachowice - GKS Nowiny - Granat Skarżysko-Kamienna - Neptun Końskie - Wierna Małogoszcz - GKS Rudki - Moravia Morawica - AKS 1947 Busko-Zdrój - Klimontowianka Klimontów - Orlicz Suchedniów - Pogoń 1945 Staszów - Alit Ożarów - Spartakus Daleszyce - Sparta Kazimierza Wielka - Nida Pińczów - Łysica Bodzentyn - Lubrzanka Kajetanów | - Stal Kunów - GKS Górno - Orlęta Kielce - Gród Ćmińsk - Hetman Włoszczowa - Naprzód Jędrzejów - Unia Sędziszów - Świt Ćmielów - Wicher Miedziana Góra - Zenit Chmielnik - OKS Opatów - Piaskowianka Piaski - Piast Stopnica - Bucovia Bukowa - Sparta Dwikozy - Nida Oksa | - Gród Wiślica - Samson Samsonów - Polonia Białogon - Tęcza Gowarczów - Zryw Skroniów - Astra Piekoszów - Skała Tumlin - Koprzywianka Koprzywnica - Wisła Nowy Korczyn - UKS Baćkowice - Start Słupia Jędrzejowska - GKS Imielno - Victoria Skalbmierz - Dąb Nagłowice - LZS Samborzec - LKS Bolmin - Partyzant Radoszyce - GKS Świniary - Baszta Rytwiany - Arka Pawłów - KS Tarłów - Sokół Rykoszyn - Victoria Mniów - KS Smyków - Piast Osiek - Radiators Stąporków - GOKiS Masłów - Kamienna Brody - Nidzianka Bieliny | - Moravia II Morawica - Politechnika Świętokrzyska Kielce - GKS Iwaniska - MGTS Działoszyce - Marol Jacentów - GKS Łoniów - FKS Łazy - Huragan Wilczyce - Nida Sobków - Płomień Wólka Kłucka - Zryw Łopuszno - Vitalpol Solec Zdrój - Wodnik Styków | - Korona III Kielce - KSZO 1929 II Ostrowiec Świętokrzyski - Oldboys Jędrzejów - GKS II Nowiny - Oldboys KSZO Ostrowiec Świętokrzyski - Star II Starachowice - Dziki Skarżysko-Kamienna - AF Kielce |

## I runda
Pary I rundy zostały wylosowane 6 sierpnia 2021 roku, natomiast mecze zostały rozegrane w dniach 14-18 sierpnia 2021 roku.
| 14 sierpnia 2021 | Moravia II Morawica                                       | 3:0   | Gród Wiślica |  |
| 11:00            | 11' Maciej Pokora · 54' Michał Żołądek · 60' Jakub Drulik | (1:0) |              |  |

| 14 sierpnia 2021 | Korona III Kielce                                                                                                 | 8:0   | Samson Samsonów |  |
| 11:00            | 16' Kacper Łoch · 47' Jakub Zieliński · 63', 81' Piotr Wójcik · 66', 78' Michał Pokora · 70', 85' Konrad Głowacki | (1:0) |                 |  |

| 14 sierpnia 2021 | Polonia Białogon                  | 3:1   | Tęcza Gowarczów   |  |
| 15:00            | 44', 54', 77' Grzegorz Grzegorski | (1:0) | 83' Paweł Skowron |  |

| 14 sierpnia 2021 | Zryw Skroniów                                                                            | 5:1   | Astra Piekoszów          |  |
| 17:00            | 19', 74' Patryk Mackiewicz · 38' Daniel Ptak · 61' Tomasz Paździor · 90' Łukasz Fendrych | (2:0) | 57' Sebastian Blicharski |  |

| 14 sierpnia 2021 | Politechnika Świętokrzyska Kielce | 2:3   | Skała Tumlin                                        |  |
| 17:00            | 57' Dawid Tracz · 63' Łukasz Kłys | (0:0) | 51' Igor Koza · 55' Jacek Salwa · 83' Konrad Wójcik |  |

| 14 sierpnia 2021 | GKS Iwaniska            | 2:0   | Koprzywianka Koprzywnica |  |
| 17:00            | 20', 55' Przemysław Kot | (1:0) |                          |  |

| 14 sierpnia 2021 | MGTS Działoszyce | 3:0 (wo.) | Wisła Nowy Korczyn |  |
| 17:00            |                  |           |                    |  |

| 14 sierpnia 2021 | KSZO 1929 II Ostrowiec Świętokrzyski | 2:0   | UKS Baćkowice |  |
| 17:00            | 37' Igor Jas · 73' Franciszek Lipka  | (1:0) |               |  |

| 14 sierpnia 2021 | Oldboys Jędrzejów   | 1:5   | Start Słupia Jędrzejowska                                              |  |
| 17:00            | 12' Łukasz Baliński | (1:1) | 43' Łukasz Misiak · 78', 88', 89' Adrian Koprowski · 86' Marcin Sikora |  |

| 14 sierpnia 2021 | GKS Imielno | 0:2   | Victoria Skalbmierz                          |  |
| 17:00            |             | (0:0) | 70' Mateusz Kądzielski · 77' Cezary Odrobina |  |

| 14 sierpnia 2021 | GKS II Nowiny | 1:4   | Dąb Nagłowice                                     |  |
| 18:15            | 69' Jan Korba | (0:1) | 7', 49' Sebastian Nowa · 53', 88' Łukasz Niemstak |  |

| 15 sierpnia 2021 | Oldboys KSZO Ostrowiec Świętokrzyski | 1:3   | LZS Samborzec                                                   |  |
| 11:00            | 69' Andrzej Kobylański               | (0:1) | 15' Maciej Kiliański · 54' Dawid Śpiewak · 78' Marcin Kiliański |  |

| 15 sierpnia 2021 | Płomień Wólka Kłucka | 0:6   | Victoria Mniów                                                                                                 |  |
| 11:00            |                      | (0:2) | 37', 44', 89' Klaudiusz Fornalczyk · 48' Maciej Ślusarczyk · 90' (sam) Przemysław Stępień · 90' Wiktor Karmont |  |

| 15 sierpnia 2021 | Marol Jacentów           | 1:5   | GKS Świniary                                                                                                 |  |
| 15:00            | 13' Przemysła Sokołowski | (1:2) | 22' Mikołaj Smalera · 44' Daniel Ferens · 65' Arkadiusz Lasota · 80' Łukasz Bogdański · 86' Dariusz Krawczyn |  |

| 15 sierpnia 2021 | LKS Bolmin                                                         | 4:5 (pd.) | Partyzant Radoszyce                                              |  |
| 17:00            | 33', 87' Damian Waligóra · 76' Szymon Błaszczyk · 104' Wiktor Wnuk | (1:3)     | 38' Łukasz Pałka · 42', 45', 120' Maciej Dymek · 96' Wiktor Gola |  |

| 15 sierpnia 2021 | GKS Łoniów               | 2:4   | Baszta Rytwiany                                                         |  |
| 17:00            | 21', 23' Daniel Kuciński | (2:2) | 5' Michał Bąk · 7' Mateusz Wicik · 69' Adrian Rugała · 90' Dawid Skrzek |  |

| 15 sierpnia 2021 | FKS Łazy | 0:3 (wo.) | Arka Pawłów |  |
| 17:00            |          |           |             |  |

| 15 sierpnia 2021 | Huragan Wilczyce | 0:3 (wo.) | KS Tarłów |  |
| 17:00            |                  |           |           |  |

| 15 sierpnia 2021 | Nida Sobków                            | 2:4   | Sokół Rykoszyn                                                                     |  |
| 17:00            | 85' Jakub Przygodzki · 89' Karol Wijas | (0:1) | 39' Daniel Łukasik · 51' Marcin Snoch · 56' Jarosław Zawadzki · 63' Kamil Domagała |  |

| 15 sierpnia 2021 | Zryw Łopuszno                                  | 3:1 (pd.) | KS Smyków          |  |
| 17:00            | 32' Dawid Banaśkiewicz · 92', 105' Kamil Wijas | (1:0)     | 81' Michał Staciwa |  |

| 15 sierpnia 2021 | Vitalpol Solec Zdrój                | 2:1   | Piast Osiek       |  |
| 17:00            | 26' Miłosz Dudek · 41' Patryk Gajek | (2:0) | 46' Robert Misiak |  |

| 15 sierpnia 2021 | Wodnik Styków             | 1:3   | Radiators Stąporków                            |  |
| 17:00            | 43' (sam.) Michał Małecki | (1:1) | 28' Michał Włudarczyk · 57', 75' Piotr Skowron |  |

| 15 sierpnia 2021 | Dziki Skarżysko-Kamienna | 1:2   | Kamienna Brody                           |  |
| 17:00            | 39' Mateusz Witkowski    | (1:1) | 41' Kacper Maciejczak · 82' Mateusz Sala |  |

| 16 sierpnia 2021 | Nidzianka Bieliny | 13:0  | AF Kielce |  |
| 17:15            | 36', 44', 47' Paweł Gawęcki · 55' Szczepan Maciejski · 61' Rafał Iwan · 63' Hubert Pawłowski · 68' Adrian Brożyna · 73', 87', 89', 90' Konrad Osuch · 75' Dominik Osuch · 76' Dawid Kowalczyk | (2:0) |           |  |

| 18 sierpnia 2021 | GOKiS Masłów                                | 3:6   | Star II Starachowice                                                                  |  |
| 17:00            | 9' Marcin Ołubek · 37', 71' Cezary Zarzycki | (2:2) | 3' Kacper Ostrowski · 5', 59' Igor Młodawski · 47' Paweł Mikos · 48', 74' Adam Hamera |  |

## II runda
Pary II rundy zostały rozlosowane 18 sierpnia, a mecze rozegrano 25 sierpnia 2021 roku.
| 25 sierpnia 2021 | Partyzant Radoszyce | 1:1 k. 3:1    | Wicher Miedziana Góra |  |
| 16:45            | 37' Paweł Cegieła   | (1:0, k. 3:1) | 78' Jakub Kosiński    |  |

| 25 sierpnia 2021 | Zryw Skroniów                                                          | 4:5   | Piaskowianka Piaski                                                                  |  |
| 16:45            | 24' Paweł Niedziela · 43', 68' Tomasz Paździor · 60' Patryk Mackiewicz | (2:3) | 8' Patryk Kośmider · 13', 65' Kamil Adamski · 17' Adam Marek · 90' Rafał Krzysztofik |  |

| 25 sierpnia 2021 | Nidzianka Bieliny       | 2:0   | GKS Górno |  |
| 16:45            | 36', 78' Adrian Brożyna | (1:0) |           |  |

| 25 sierpnia 2021 | GKS Świniary        | 1:2   | Sparta Dwikozy                |  |
| 16:45            | 18' Mikołaj Smalera | (1:1) | 9', 79' Bartłomiej Markiewicz |  |

| 25 sierpnia 2021 | KS Tarłów            | 1:4   | Świt Ćmielów                                                      |  |
| 16:45            | 88' Dominik Stąporek | (0:1) | 33' Daniel Góral · 48', 71' Patryk Nowak · 85' Konrad Skwarliński |  |

| 25 sierpnia 2021 | Dąb Nagłowice                                    | 4:0   | Bucovia Bukowa |  |
| 16:45            | 18' Dawid Zasada · 26', 32', 56' Łukasz Niemstak | (3:0) |                |  |

| 25 sierpnia 2021 | Zryw Łopszuno                                    | 4:1 (pd.) | Victoria Mniów  |  |
| 16:45            | 55' Tomasz Resiak · 107', 117', 120' Kamil Wijas | (0:0)     | 57' Konrad Duda |  |

| 25 sierpnia 2021 | Star II Starachowice                                                                  | 5:3   | Radiators Stąporków                               |  |
| 16:45            | 28' Kacper Ostrowski · 45' Igor Młodawski · 55', 65' Adam Hamera · 72' Filip Pisarski | (2:1) | 18' Arkadiusz Karpiński · 54', 70' Patryk Zygmunt |  |

| 25 sierpnia 2021 | Korona III Kielce                                                                        | 5:1   | Orlęta Kielce    |  |
| 16:45            | 29' Dominik Kowalik · 39' Hubert Świecarz · 46', 53' Kacper Łoch · 76' Piotr Szczepański | (2:0) | 63' Jakub Moskal |  |

| 25 sierpnia 2021 | KSZO 1929 II Ostrowiec Świętokrzyski | 0:3   | Arka Pawłów                                                |  |
| 16:45            |                                      | (0:2) | 21' Adrian Koprowski · 45' Karol Cioroch · 58' Karol Gulba |  |

| 25 sierpnia 2021 | Kamienna Brody | 0:2   | Stal Kunów                             |  |
| 16:45            |                | (0:1) | 35' Marcin Dynarek · 70' Kacper Gąsior |  |

| 25 sierpnia 2021 | Piast Stopnica                                                    | 5:2   | Victoria Skalbmierz                    |  |
| 16:45            | 8' Kamil Kozłowski · 20', 59', 77' Mateusz Zoch · 85' Łukasz Król | (2:0) | 54' Łukasz Łakota · 57' Patryk Klepacz |  |

| 25 sierpnia 2021 | Polonia Białogon                                                                                              | 7:2   | Nida Oksa                             |  |
| 16:45            | 17', 43' Szymon Chrabąszcz · 36', 55' Bartłomiej Gryncer · 70', 80' Grzegorz Grzegorski · 75' Piotr Ogonowski | (3:1) | 9' Szymon Kwapień · 78' Łukasz Kułaga |  |

| 25 sierpnia 2021 | Start Słupia Jędrzejowska | 1:4   | Unia Sędziszów                                                                  |  |
| 16:45            | 70' Dawid Zagórski        | (0:2) | 14' Kacper Żebrowski · 25' Hubert Pańtak · 64' Jakub Grzyb · 82' Kacper Grzybek |  |

| 1 września 2021 | MGTS Działoszyce                     | 2:4   | Zenit Chmielnik                                                    |  |
| 16:30           | 24' Piotr Leżuch · 80' Norbert Biały | (1:1) | 20', 84' Michał Gąsior · 50' Andrzej Trojan · 90' Patryk Kuśmierek |  |

| 1 września 2021 | Moravia II Morawica                                           | 3:1 (pd.) | Sokół Rykoszyn        |  |
| 16:30           | 77' Wiktor Stawecki · 103' Maciej Pokora · 120' Mikołaj Kobus | (0:1)     | 42' Jarosław Zawadzki |  |

| 1 września 2021 | Vitalpol Solec Zdrój                               | 5:4   | Baszta Rytwiany                                  |  |
| 16:30           | 10', 49' Patryk Gajek · 31', 47', 85' Miłosz Dudek | (2:2) | 36', 60', 69' Dawid Łukaszek · 39' Adrian Rugała |  |

| 7 września 2021 | Skała Tumlin | 0:5   | Gród Ćmińsk                                                           |  |
| 16:30           |              | (0:3) | 12', 34', 76' Mateusz Kokosza · 23' Karol Pańczyk · 62' Jakub Romanek |  |

## III runda
Pary III rundy zostały rozlosowane 6 września, a mecze rozegrano 15 września.
| 15 września 2021 | Partyzant Radoszyce                     | 2:0 (pd.) | Hetman Włoszczowa |  |
| 15:45            | 95' Adam Kubicz · 107' Konrad Klapiński | (0:0)     |                   |  |

| 15 września 2021 | Polonia Białogon                                                      | 4:2 (pd.) | Piaskowianka Piaski                       |  |
| 15:45            | 61', 79' Szymon Chrabąszcz · 113' Mateusz Maniara · 120' Paweł Musiał | (0:1)     | 13' Kamil Adamski · 68' Dawid Krzysztofik |  |

| 15 września 2021 | Sparta Dwikozy | 0:11  | Klimontowianka Klimontów                                                                            |  |
| 15:45            |                | (0:2) | 4', 67', 70', 87', 90' Hubert Podolak · 37', 47', 50', 60', 79' Michał Hołody · 58' Patryk Niziołek |  |

| 15 września 2021 | LZS Samborzec                                                                                           | 7:0   | OKS Opatów |  |
| 15:45            | 18', 46', 55' Damian Mądry · 70' (sam.) Filip Szemraj · 71', 79' Arkadiusz Rewera · 84' Łukasz Adamczyk | (1:0) |            |  |

| 15 września 2021 | Moravia II Morawica                                                                      | 4:1   | Naprzód Jędrzejów      |  |
| 15:45            | 61' Michał Kułaga · 64' Sebastian Misztal · 72' Sławomir Różkiewicz · 89' Mateusz Sołtys | (0:1) | 24' Bartłomiej Bębenek |  |

| 15 września 2021 | Zryw Łopuszno | 0:1   | Gród Ćmińsk         |  |
| 15:45            |               | (0:0) | 59' Damian Domagała |  |

| 15 września 2021 | Vitalpol Solec Zdrój                | 2:2 k. 7:6    | Zenit Chmielnik        |  |
| 15:45            | 66' Patryk Gajek · 90' Hubert Gajek | (0:1, k. 7:6) | 35', 49' Michał Gąsior |  |

| 15 września 2021 | Star II Starachowice                                        | 4:0   | Świt Ćmielów |  |
| 15:45            | 67', 80' Bartosz Jopek · 84' Paweł Mikos · 87' Marcel Różek | (0:0) |              |  |

| 15 września 2021 | Arka Pawłów                                                        | 4:3   | Stal Kunów                                                              |  |
| 15:45            | 17' Mateusz Wikło · 24', 53' Mirosław Kalista · 45' Patryk Cioroch | (3:0) | 59' (sam.) Karol Cioroch · 67' Damian Cholewiński · 78' Jarosław Kaczor |  |

| 15 września 2021 | Piast Stopnica                                                         | 4:2   | Sparta Kazimierza Wielka                      |  |
| 15:45            | 66', 89' Artur Walasek · 75' Mateusz Leszczyński · 86' Adrian Machniak | (0:1) | 43' Sebastian Maderak · 59' Wiktor Nowakowski |  |

| 15 września 2021 | Korona III Kielce | 13:0  | Nidzianka Bieliny |  |
| 16:00            | 21', 35', 40' Konrad Głowacki · 28' Kamil Skiba · 52', 57', 85' Michał Pokora · 53', 60', 66', 70' Kacper Śliwa · 65' Damian Cholewiński · 78' Jarosław Kaczor | (4:0) |                   |  |

| 21 września 2021 | Dąb Nagłowice       | 1:5   | Unia Sędziszów                                                                               |  |
| 15:45            | 36' Łukasz Niemstak | (1:1) | 28', 58' Szymon Król · 51' Wojciech Zapalski · 54' Grzegorz Samburski · 71' Tomasz Nartowski |  |

## IV runda
Mecze IV rundy zostały rozegrane 6 października.
| 6 października 2021 | Hetman Włoszczowa | 1:3   | GKS Nowiny                                       |  |
| 15:00               | 8' Paweł Derbot   | (1:2) | 27', 42' Radosław Szmalec · 90' Dominik Szewczyk |  |

| 6 października 2021 | Polonia Białogon | 0:5   | Moravia Morawica                                                     |  |
| 15:00               |                  | (0:3) | 7', 24', 35' Michał Rybus · 48' Michał Zawadzki · 60' Karol Gilewski |  |

| 6 października 2021 | Klimontowianka Klimontów | 2:1   | Wisła Sandomierz         |  |
| 15:00               | 40', 66' Maciej Miłek    | (1:1) | 6' Przemysław Dworzyński |  |

| 6 października 2021 | LZS Samborzec | 0:6   | Alit Ożarów                                                                                  |  |
| 15:00               |               | (0:2) | 15' Sebastian Król · 22', 68' Krystian Sornat · 81', 89' Piotr Poński · 88' Kacper Piechniak |  |

| 6 października 2021 | Unia Sędziszów       | 2:6   | Wierna Małogoszcz |  |
| 15:00               | 69', 74' Piotr Kasza | (0:3) | 5' Paweł Rogula · 6' Przemysław Gajek · 31' Bartłomiej Kraus · 47' Karol Stalmasiński · 73' Jakub Jaśkiewicz · 90' Michał Bała |  |

| 6 października 2021 | Vitalpol Solec Zdrój                           | 4:5 (pd.) | Nida Pińczów                                                                                          |  |
| 15:00               | 1', 18', 58' Miłosz Dudek · 63' Konrad Kopacki | (2:2)     | 12' Krystian Zaręba · 43' Łukasz Dziewięcki · 50' Artur Garula · 56' Jakub Buczak · 112' Michał Krzak |  |

| 6 października 2021 | Star II Starachowice | 1:8   | GKS Rudki |  |
| 15:00               | 48' Adam Hamera      | (0:2) | 39', 50' Kacper Wiecha · 43' Karol Skrzypek · 52' Dominik Rusiecki · 55' Mateusz Patryka · 71' Piotr Jedlikowski · 81' Kuba Makówczyński · 88' Szymon Pietras |  |

| 6 października 2021 | Korona III Kielce | 0:2   | Spartakus Daleszyce                  |  |
| 15:00               |                   | (0:1) | 12' Seweryn Sala · 89' Łukasz Górski |  |

| 6 października 2021 | Arka Pawłów               | 2:4   | Star Starachowice                                                                        |  |
| 15:00               | 18', 55' Mirosław Kalista | (1:1) | 25' Klaudiusz Marzec · 65' Jakub Chrzanowski · 80' Bartosz Szydłowski · 90' Michał Grunt |  |

| 6 października 2021 | Lubrzanka Kajetanów | 1:2   | Orlicz Suchedniów                      |  |
| 15:00               | 90' Krzysztof Kita  | (0:1) | 35' Damian Kita · 70' Andrzej Paprocki |  |

| 6 października 2021 | Pogoń 1945 Staszów      | 1:0   | Czarni Połaniec |  |
| 15:00               | 57' Ernest Rozmysłowski | (0:0) |                 |  |

| 6 października 2021 | Neptun Końskie                          | 2:4   | Korona II Kielce                                                        |  |
| 15:00               | 5' Patryk Kwiecień · 89' Kevin Castillo | (1:2) | 7' Kacper Bojańczyk · 27' Szymon Majewski · 65', 89' Miłosz Strzeboński |  |

| 6 października 2021 | Łysica Bodzentyn | 0:4   | KSZO 1929 Ostrowiec Świętokrzyski                                                     |  |
| 15:00               |                  | (0:1) | 27' Jakub Głaz · 60' Szymon Kuzior · 65' (sam.) Norbert Drożdżał · 80' Tomasz Persona |  |

| 6 października 2021 | Piast Stopnica                                            | 3:0   | AKS 1947 Busko-Zdrój |  |
| 15:00               | 23' Mateusz Kobos · 55' Piotr Rajca · 61' Kamil Kozłowski | (1:0) |                      |  |

| 6 października 2021 | Gród Ćmińsk                          | 2:7 (pd.) | Granat Skarżysko-Kamienna |  |
| 15:15               | 83' Tomasz Radomski · 90' Igor Adach | (0:0)     | 48' Bartłomiej Papros · 73' Kamil Uciński · 93' Karol Dudzik · 102' Kacper Gładyś · 104', 110' Jakub Hińcza · 117' Jakub Gurski |  |

| 13 października 2021 | Moravia II Morawica | 0:9   | ŁKS Łagów |  |
| 15:00                |                     | (0:4) | 2', 9' Dani Jodar · 25' Aleksander Waniek · 26', 73' Miłosz Gierczak · 50' (sam.) Patryk Woda · 56' Mateusz Ozimek · 76' Michał Mydlarz · 85' Maciej Urbański |  |

## 1/8 finału
Pary 1/8 finału, tak i następnych faz rozlosowano 19 października 2021 roku, natomiast mecze rozegrano 5-6 marca 2022 roku.
| 5 marca 2022 | Korona II Kielce      | 1:2 (pd.) | ŁKS Łagów                               |  |
| 10:00        | 90' Michał Smolarczyk | (0:1)     | 44' Adrian Bielka · 97' Mateusz Zachara |  |

| 5 marca 2022 | Granat Skarżysko-Kamienna          | 2:1   | Alit Ożarów      |  |
| 13:00        | 60' Karol Dudzik · 71' Bartosz Sot | (0:0) | 80' Kamil Łokieć |  |

| 5 marca 2022 | GKS Nowiny                                                 | 3:2   | KSZO 1929 Ostrowiec Świętokrzyski |  |
| 13:00        | 14' Radosław Szmalec · 65' Szymon Kot · 76' Piotr Gardynik | (1:1) | 13', 51' Jarosław Czernysz        |  |

| 5 marca 2022 | Nida Pińczów | 0:3   | Star Starachowice                                       |  |
| 14:00        |              | (0:0) | 74' Bartosz Gębura · 84' Piotr Mikos · 90' Michał Grunt |  |

| 5 marca 2022 | Piast Stopnica | 0:1   | Klimontowianka Klimontów |  |
| 14:00        |                | (0:1) | 39' Jacek Rożek          |  |

| 5 marca 2022 | Orlicz Suchedniów                                                      | 3:1 (pd.) | Pogoń 1945 Staszów   |  |
| 16:00        | 63' Krzysztof Słaby · 110' Karol Świtowski · 115' Krzysztof Rzeszowski | (0:1)     | 37' Mateusz Wawrylak |  |

| 6 marca 2022 | Spartakus Daleszyce | 0:4   | Wierna Małogoszcz                                               |  |
| 10:30        |                     | (0:1) | 18' Albin Jaworski · 47', 58' Paweł Roguła · 75' Marcin Wroński |  |

| 6 marca 2022 | Moravia Morawica                                                | 4:0   | GKS Rudki |  |
| 16:00        | 13', 23' Michał Rybus · 61' Kacper Gadowski · 88' Maciej Pokora | (2:0) |           |  |

## 1/4 finału
Pary 1/4 finału zostały rozlosowane 19 października 2021 roku, natomiast mecze miały zostać rozegrane pierwotnie 6 kwietnia 2022 roku. Ostatecznie jednak tylko jeden mecz miał miejsce zgodnie z planem.
| 6 kwietnia 2022 | Wierna Małogoszcz | 0:4   | ŁKS Łagów                                                             |  |
| 16:00           |                   | (0:3) | 6', 30' Krystian Szymocha · 39' Szymon Hajduk · 77' Mateusz Mianowany |  |

| 13 kwietnia 2022 | Moravia Morawica      | 1:0   | Star Starachowice |  |
| 16:15            | 34' Rostysław Pryjmak | (1:0) |                   |  |

| 13 kwietnia 2022 | Klimontowianka Klimontów | 0:3   | Orlicz Suchedniów                                                    |  |
| 16:15            |                          | (0:1) | 28' Patryk Zawierucha · 60' Krzysztof Rzeszowski · 90' Kacper Grzela |  |

| 13 kwietnia 2022 | Granat Skarżysko-Kamienna               | 3:1   | GKS Nowiny          |  |
| 16:15            | 45' Bartosz Sot · 48', 60' Kamil Ucińsk | (1:1) | 13' Mateusz Kawecki |  |

## 1/2 finału
Pary 1/2 finału zostały rozlosowane 19 października 2021 roku, natomiast mecze rozegrane zostały 11 maja 2022 roku.
| 11 maja 2022 | Moravia Morawica    | 1:2   | ŁKS Łagów            |  |
| 17:00        | 62' Michał Zawadzki | (0:0) | 47', 76' Adam Imiela |  |

| 11 maja 2022 | Orlicz Suchedniów        | 1:3   | Granat Skarżysko-Kamienna                              |  |
| 17:00        | 23' Krzysztof Rzeszowski | (1:0) | 51' Jakub Hińcza · 75' Bartosz Sot · 84' Kamil Uciński |  |

## Finał
Finał został rozegrany na Suzuki Arenie 8 czerwca. Zwycięzcą Pucharu Polski na szczeblu województwa świętokrzyskiego w sezonie 2021/22 został ŁKS Łagów, który zagrał w sezonie 2022/23 na szczeblu centralnym Pucharu Polski.
| 8 czerwca 2022 | ŁKS Łagów       | 1:0   | Granat Skarżysko-Kamienna |                      |
| 18:00          | 12' Adam Imiela | (1:0) |                           | Suzuki Arena, Kielce |